# 山田北町
山田北町（やまだきたまち）は、愛知県名古屋市北区にある町名。現行行政地名は山田北町1丁目及び山田北町2丁目。住居表示未実施。

## 地理
名古屋市北区の南東部に位置し、南は山田・矢田町、北と西は上飯田東町、東は上飯田町に接する。

## 歴史

### 町名の由来
山田町の北部分に位置することによる。

### 沿革
- 1928年（昭和3年）12月20日 - 東区山田町の一部より、同区山田北町が成立[1]。
- 1939年（昭和14年）11月1日 - 山田町の一部を編入[1]。
- 1944年（昭和19年）2月11日 - 行政区変更に伴い、北区所属となる[1]。
- 1956年（昭和31年）8月5日 - 一部が上飯田東町となる[1]。
- 2004年（平成16年）11月20日 - 一部（1丁目の道路部分）が山田四丁目となる[7]。

## 世帯数と人口
2022年（令和4年）1月1日現在の世帯数と人口は以下の通りである。
| 町丁     | 世帯数  | 人口  |
| -------- | ------- | ----- |
| 山田北町 | 214世帯 | 539人 |

## 学区
市立小・中学校に通う場合、学校等は以下の通りとなる。また、公立高等学校に通う場合の学区は以下の通りとなる。
| 番・番地等 | 小学校                 | 中学校                 | 高等学校 |
| ---------- | ---------------------- | ---------------------- | -------- |
| 全域       | 名古屋市立六郷北小学校 | 名古屋市立大曽根中学校 | 尾張学区 |

## 交通
- 国道19号

## 施設

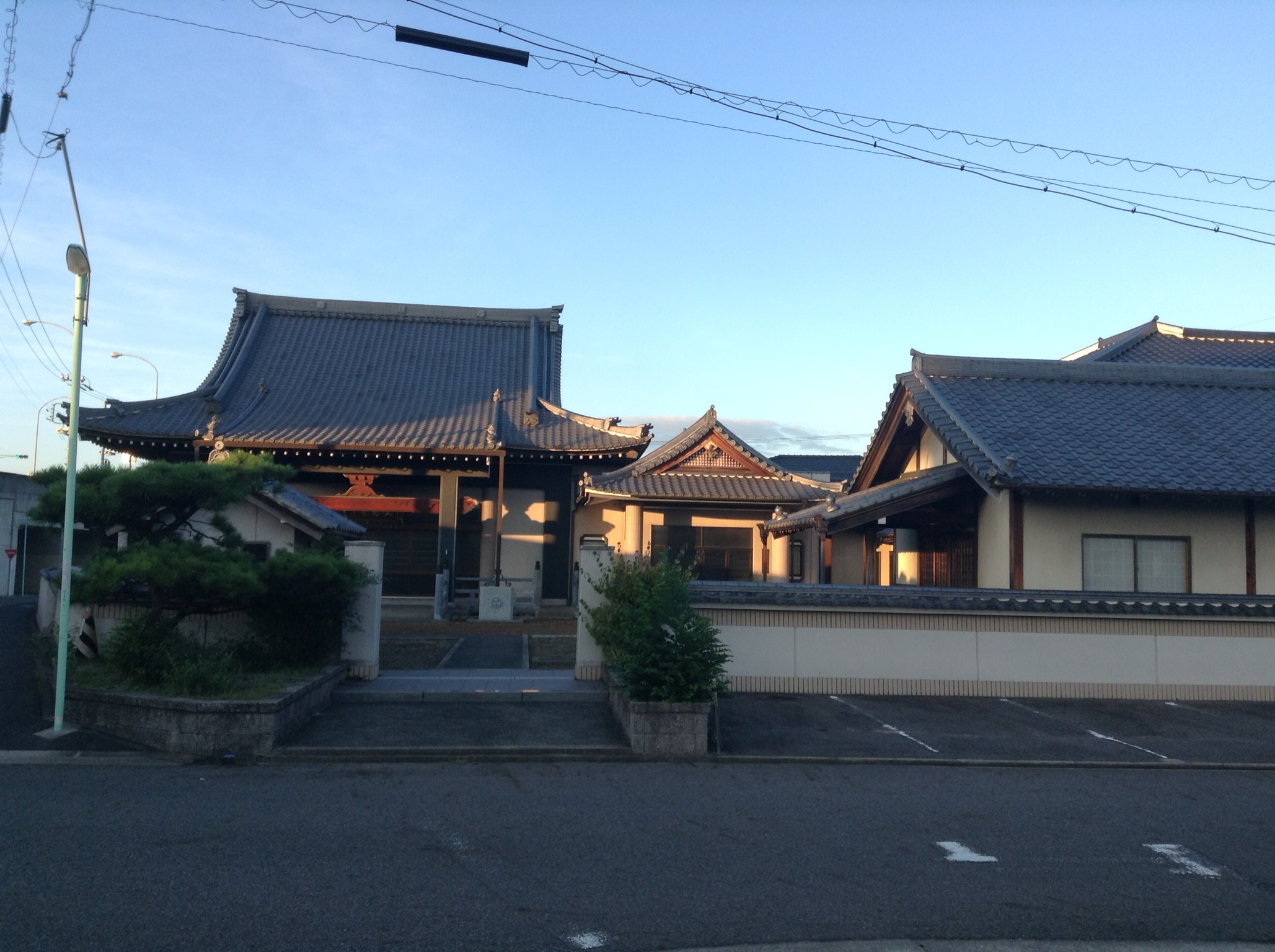
長昌寺

- 長昌寺

## その他

### 日本郵便
- 郵便番号 : 462-0811[3]（集配局：名古屋北郵便局[10]）。